# Улица Бехтерева (Москва)
У́лица Бе́хтерева — улица, расположенная в Южном административном округе города Москвы на территории района Царицыно. Нумерация домов ведётся от Кантемировской улицы.

## История
Улица названа в 1965 году в честь Бехтерева Владимира Михайловича — невропатолога, психиатра, одного из основателей отечественной неврологии.
Мемориальная доска не сохранилась.

## Расположение
Начинается от Кантемировской улицы в районе дома № 53 и идёт на юг. Справа к ней примыкает Промышленная улица. Далее она пересекается с Кавказским бульваром и Севанской улицей. Заканчивается недалеко от Котляковского кладбища, в 300 м от него.
Улица Бехтерева — одна из немногих улиц Москвы, которая идёт прямо и не имеет поворотов и изгибов.
Домов по чётной стороне нет. До 2021 года улица была хорошо озеленена. По её правой стороне, примыкающей к промышленной зоне, почти на всём протяжении, располагался небольшой лесной массив с яблонями и грушами, сохранившимися от ранее существовавших здесь садовых участков. В ходе проведения реновации и строительства Юго-Восточной хорды (ЮВХ) вырублена большая часть зелёных насаждений.

## Примечательные здания и сооружения

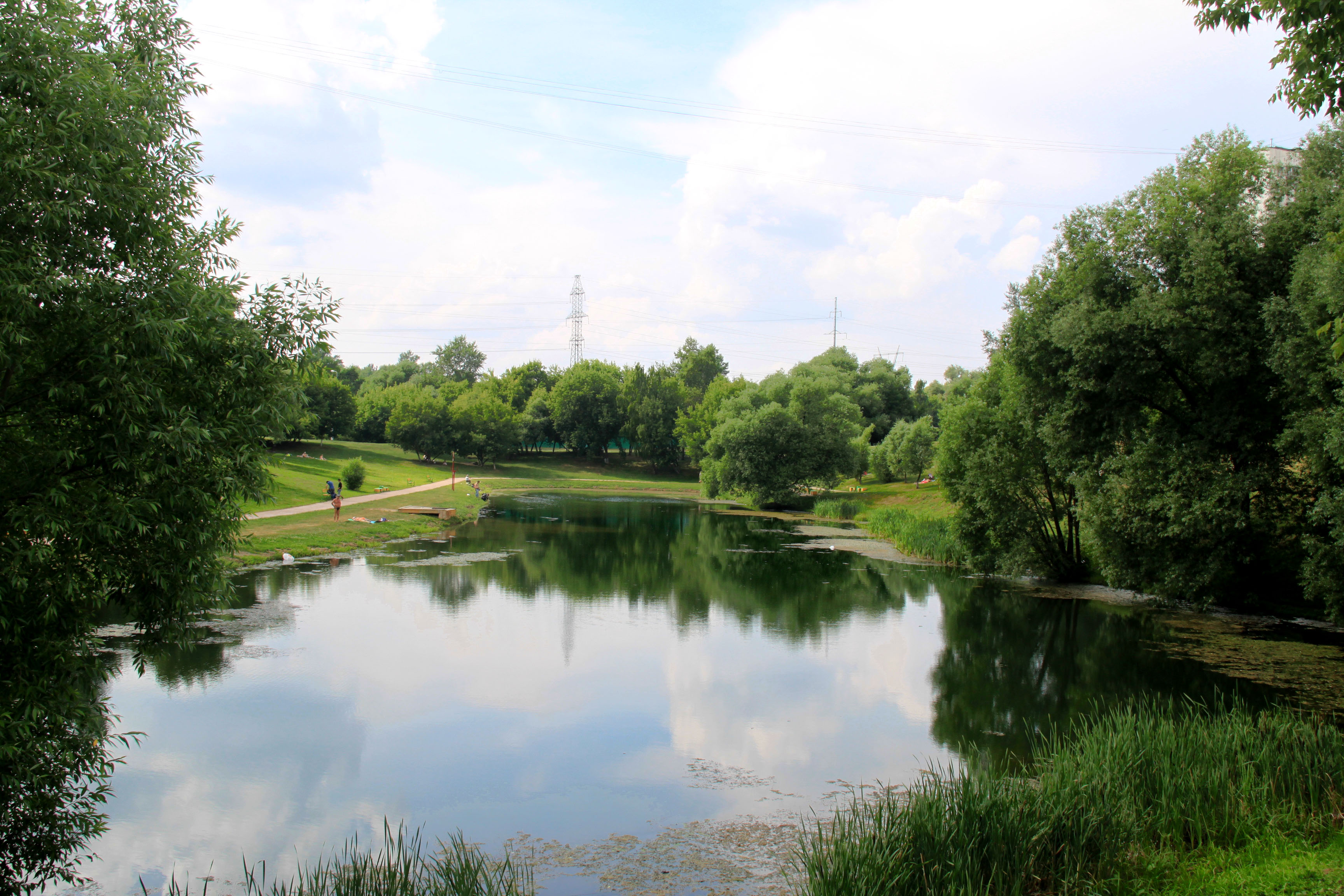
Пруд в Аршиновском парке, примыкающем к улице Бехтерева

### по нечётной стороне
- Дом 13 — инженерная служба ГУ Диспетчерская района Царицыно, отделение УФМС по району Царицыно (миграционный учёт, загранпаспорт, патент), ГБУ ЦД Личность.
- Дом 13, корпус 2 — Школа № 904 — дошкольное отделение «Волшебная страна».
- Дом 13, корпус 4 — Детский сад № 2679.
- Дом 15 — Психиатрическая больница № 14.
- Дом 17а — Школа № 1640.
- Дом 21, корпус 2 — Школа № 904 «Остров детства» (бывший детский сад № 1895).
- Дом 27 — Детская музыкальная школа № 4.
- Дом 27, корпус 2 — Школа № 904 — структурное подразделение № 7.
- Дом 31, корпус 3 — «Российский Союз Молодежи», ОВД района Царицыно
- Дом 35, корпус 4 — детский сад № 591.
- Дом 37, корпус 5 — Школа № 868 — дошкольное отделение (экс-детский сад № 367).
- Дом 51 — Школа № 869 (коррекционная).

### по чётной стороне
- по чётной стороне зданий нет.

## Транспорт

### Метро
- Станция метро «Кантемировская» Замоскворецкой линии — в 100 м восточнее начала улицы.

### Автобус
- 818: улица Бехтерева — метро «Кантемировская» (от Кавказского бульвара и до конца улицы Бехтерева).
- с823: метро «Каширская» — Сабурово.
- с850: метро «Каширская» — Ереванская улица (от Кантемировской до Промышленной улицы).

## Достопримечательности
В конце улицы, в 600 м от Котляковского кладбища, недалеко от улицы расположены Корнеевские пруды (соответственно, Верхний Корнеевский и Нижний Корнеевский пруды). Форма — овально-продолговатая. На 120—140 м вытянуты в юго-юго-восточном направлении, имеют ширину 30-40 м. Расположены в пойме реки Котляковки. Иногда пруды называют Аршиновскими (по названию Аршиновского парка восточнее улицы Бехтерева), либо Бехтеревскими.
Происхождение названия прудов точно не установлено. Полагают, что название антропонимического происхождения.
В салоне автобуса 217 на улице Бехтерева (а также около входа в метро «Кантемировская») были сделаны несколько фотографий Виктора Цоя.